# Susan Mascarin
| Posities op de WTA-ranglijst Positie per einde seizoen: \| jaar \| rang enkelspel \| rang dubbelspel \| \| ---- \| -------------- \| --------------- \| \| 1983 \| 85 \| – \| \| 1984 \| 69 \| – \| \| 1985 \| 47 \| – \| \| 1986 \| 54 \| 55 \| \| 1987 \| 118 \| 150 \| \| 1988 \| 220 \| 181 \| |                |                 |
| jaar | rang enkelspel | rang dubbelspel |
| 1983 | 85             | –               |
| 1984 | 69             | –               |
| 1985 | 47             | –               |
| 1986 | 54             | 55              |
| 1987 | 118            | 150             |
| 1988 | 220            | 181             |

Susan Mascarin (Grosse Pointe Shores, 28 juni 1964) is een voormalig tennisspeelster uit de Verenigde Staten van Amerika. Mascarin begon met tennis toen zij vijf jaar oud was. Zij speelt rechtshandig en heeft een tweehandige backhand. Zij was actief in het internationale tennis van 1979 tot en met 1988.

## Loopbaan

### Junioren
In 1980, op zestienjarige leeftijd, won Mascarin het meisjesenkelspel op het US Open plus de Orange Bowl (het eindejaarskampioenschap voor junioren) in de categorie t/m 18 jaar. Hiermee werd zij nummer één op de juniorenranglijst van de ITF.

### Enkelspel
In juni 1979, nog net geen vijftien jaar oud, won Mascarin de Southern Championships in Greenville (South Carolina) – in de finale versloeg zij Renée Richards.
Mascarin speelde op alle grandslamtoernooien. Op het US Open 1982 versloeg zij in de eerste ronde Billie Jean King. Zij bereikte in 1984 op het US Open de vierde ronde, waar zij verstek moest laten gaan wegens een enkelblessure.

### Dubbelspel
In 1979 debuteerde Mascarin op het WTA-toernooi van Detroit, samen met landgenote Marcie Louie. In 1981 bereikte zij op het WTA-toernooi van Los Angeles de halve finale, met Roberta McCallum aan haar zijde. Haar beste resultaat op de grandslamtoernooien is het bereiken van de kwartfinale op Roland Garros 1983, samen met Alycia Moulton. In 1986 won zij met Betsy Nagelsen het WTA-dubbelspeltoernooi van Phoenix, waar zij in de finale Moulton tegenover zich had.

## Persoonlijk
Na een tijdens Wimbledon 1986 opgelopen blessure, werd Mascarin in december 1986 aan haar schouder geopereerd. Eind 1988 stopte zij met het beroepstennis.
In de herfst van 1988 verhuisde Mascarin naar Los Angeles waar zij een baan kreeg als assistent-coach voor het vrouwentennis aan de UCLA – tevens ging zij daar communicatie studeren. Op 1 september 1990 trad Mascarin in het huwelijk met Peter Keane. Zij studeerde af in 1992. In de periode 1994–1999 kreeg zij drie kinderen.
Vanaf 2002 legde Mascarin zich toe op platform-tennis, dat zij beoefende tot en met 2010. Samen met Mary Doten werd zij zesmaal nationaal dubbelspelkampioen in deze sport (2003, 2004, 2006, 2007, 2009, 2010). In 2014 werd zij opgenomen in de Platform Tennis Hall of Fame.

## Palmares

### WTA-finaleplaatsen enkelspel
| nr.              | finale     | toernooi    | ondergrond | tegenstandster    | score    | ref    |
| ---------------- | ---------- | ----------- | ---------- | ----------------- | -------- | ------ |
| gewonnen finales |            |             |            |                   |          |        |
| geen             |            |             |            |                   |          |        |
| verloren finales |            |             |            |                   |          |        |
| 1.               | 1982-08-15 | WTA Atlanta | hardcourt  | Chris Evert-Lloyd | 3-6, 1-6 | [ 15 ] |

### WTA-finaleplaatsen vrouwendubbelspel
| nr.              | finale     | toernooi          | ondergrond | partner        | tegenstandsters                 | score    | ref    |
| ---------------- | ---------- | ----------------- | ---------- | -------------- | ------------------------------- | -------- | ------ |
| gewonnen finales |            |                   |            |                |                                 |          |        |
| 1.               | 1986-03-30 | WTA Phoenix       | hardcourt  | Betsy Nagelsen | Linda Gates Alycia Moulton      | 6-2, 6-2 | [ 13 ] |
| verloren finales |            |                   |            |                |                                 |          |        |
| 1.               | 1986-10-19 | WTA Japan (Tokio) | hardcourt  | Betsy Nagelsen | Sandy Collins Sharon Walsh-Pete | 1-6, 2-6 | [ 16 ] |

## Resultaten grandslamtoernooien
| Legenda | Legenda                          |
| ------- | -------------------------------- |
| g.t.    | geen toernooi gehouden           |
| l.c.    | lagere categorie                 |
| –       | niet deelgenomen                 |
| G       | uitgeschakeld in de groepsfase   |
| 1R      | uitgeschakeld in de eerste ronde |
| 2R      | uitgeschakeld in de tweede ronde |
| 3R      | uitgeschakeld in de derde ronde  |
| 4R      | uitgeschakeld in de vierde ronde |
| KF      | uitgeschakeld in de kwartfinale  |
| HF      | uitgeschakeld in de halve finale |
| F       | de finale verloren               |
| W       | het toernooi gewonnen            |
| w-v     | winst/verlies-balans             |

### Enkelspel
| toernooi        | 1979 | 1980 | 1981 | 1982 | 1983 | 1984 | 1985 | 1986 | 1987 | 1988 |
| --------------- | ---- | ---- | ---- | ---- | ---- | ---- | ---- | ---- | ---- | ---- |
| Australian Open | –    | –    | –    | 1R   | –    | 1R   | –    | g.t. | –    | 1R   |
| Roland Garros   | –    | –    | –    | 2R   | 2R   | 2R   | 3R   | 2R   | 1R   | 1R   |
| Wimbledon       | –    | 2R   | 2R   | 1R   | –    | 1R   | 2R   | 2R   | –    | –    |
| US Open         | 1R   | 3R   | 2R   | 2R   | 1R   | 4R   | 1R   | 1R   | –    | –    |

### Vrouwendubbelspel
| toernooi        | 1979 | 1980 | 1981 | 1982 | 1983 | 1984 | 1985 | 1986 | 1987 | 1988 |
| --------------- | ---- | ---- | ---- | ---- | ---- | ---- | ---- | ---- | ---- | ---- |
| Australian Open | –    | –    | –    | 1R   | –    | 1R   | –    | g.t. | –    | –    |
| Roland Garros   | –    | –    | –    | 3R   | KF   | 1R   | 1R   | 2R   | 1R   | 3R   |
| Wimbledon       | –    | –    | 1R   | 1R   | –    | 3R   | 1R   | 1R   | 1R   | –    |
| US Open         | 2R   | 1R   | 3R   | 1R   | 1R   | 2R   | 1R   | 2R   | 1R   | –    |

### Gemengd dubbelspel
| toernooi        | 1981 | 1982 | 1983 | 1984 | 1985 | 1986 | 1987 |
| --------------- | ---- | ---- | ---- | ---- | ---- | ---- | ---- |
| Australian Open | g.t. | g.t. | g.t. | g.t. | g.t. | g.t. | –    |
| Roland Garros   | –    | 2R   | –    | 1R   | –    | –    | 2R   |
| Wimbledon       | 2R   | –    | –    | 1R   | –    | 1R   | 1R   |
| US Open         | 1R   | 2R   | 1R   | –    | 1R   | –    | –    |